# Chthonius mazaurici
Espèce
Chthonius mazaurici est une espèce de pseudoscorpions de la famille des Chthoniidae.

## Distribution
Cette espèce est endémique de France. Elle se rencontre dans des grottes du Gard et de l'Ardèche.

## Liste des sous-espèce
Selon Pseudoscorpions of the World (version 3.0) :
- Chthonius mazaurici mazaurici Leclerc, 1981 du Gard
- Chthonius mazaurici coironi Leclerc, 1981 de l'Ardèche

## Étymologie
Cette espèce est nommée en l'honneur de Félix Mazauric.

## Publication originale
- Leclerc, 1981 : Nouveaux Chthoniidae cavernicoles de la bordure orientale des Cévennes (France) (Arachnides, Pseudoscorpions). Revue Arachnologique, vol. 3, p. 115-131.